# Bleasby (Nottinghamshire)
 (janvier 2024).
Bleasby est un village du Nottinghamshire, en Angleterre.